# Фарісабад
Фарісабад (перс. فريس اباد) — село в Ірані, у дегестані Хосров-Бейк, у бахші Міладжерд, шахрестані Коміджан остану Марказі. За даними перепису 2006 року, його населення становило 77 осіб, що проживали у складі 18 сімей.

## Клімат
Середня річна температура становить 11,98°C, середня максимальна – 30,87°C, а середня мінімальна – -10,52°C. Середня річна кількість опадів – 277 мм.
| Клімат поселення                              | Клімат поселення | Клімат поселення | Клімат поселення | Клімат поселення | Клімат поселення | Клімат поселення | Клімат поселення | Клімат поселення | Клімат поселення | Клімат поселення | Клімат поселення | Клімат поселення | Клімат поселення |
| Показник                                      | Січ.             | Лют.             | Бер.             | Квіт.            | Трав.            | Черв.            | Лип.             | Серп.            | Вер.             | Жовт.            | Лист.            | Груд.            |                  |
| Середній максимум, °C                         | 8,12             | 10,04            | 14,54            | 19,84            | 24,15            | 30,39            | 30,87            | 30,33            | 26,28            | 20,86            | 14,26            | 8,47             |                  |
| Середня температура, °C                       | −1,2             | 0,70             | 5,22             | 10,50            | 14,82            | 21,08            | 24,46            | 23,92            | 19,86            | 14,45            | 7,85             | 2,06             |                  |
| Середній мінімум, °C                          | −10,52           | −8,62            | −4,1             | 1,19             | 5,49             | 11,74            | 18,05            | 17,50            | 13,45            | 8,03             | 1,43             | −4,36            |                  |
| Норма опадів, мм                              | 40               | 35               | 48               | 40               | 36               | 7                | 1                | 1                | 0                | 9                | 23               | 37               |                  |
| Середньомісячна швидкість вітру, м/с          | 1.91             | 2.17             | 3.11             | 3.22             | 2.69             | 2.48             | 2.52             | 2.42             | 2.26             | 2.15             | 1.74             | 1.97             |                  |
| Середньомісячна сонячна радіація, кДж/м²·день | 8610             | 11852            | 14377            | 17925            | 22055            | 26817            | 26012            | 23855            | 20632            | 15049            | 10666            | 8594             |                  |
| --------------------------------------------- | ---------------- | ---------------- | ---------------- | ---------------- | ---------------- | ---------------- | ---------------- | ---------------- | ---------------- | ---------------- | ---------------- | ---------------- | ---------------- |
| Джерело:                                      |                  |                  |                  |                  |                  |                  |                  |                  |                  |                  |                  |                  |                  |